# Damaska, Zinkiv
Damaska (în ucraineană Дамаска) este un sat în comuna Stavkove din raionul Zinkiv, regiunea Poltava, Ucraina.

## Demografie
Componența lingvistică a localității Damaska
     Ucraineană (91,83%)
     Rusă (8,17%)
Conform recensământului din 2001, majoritatea populației localității Damaska era vorbitoare de ucraineană (91,83%), existând în minoritate și vorbitori de rusă (8,17%).